# 理論段数
理論段数（りろんだんすう、英: Theoretical plate）は、多くの分離プロセスにおける、物質の液相と気相のような2つの相が互いに平衡を確立する、仮想的なゾーンまたはステージのことである。理論段数は、平衡段数、理想段数、または理論トレイとも呼ばれる。多くの分離プロセスの性能は、一連の平衡段数を持つことに依存し、そのような段を多く設けることによって向上する。言い換えれば、蒸留、吸収、クロマトグラフィー、吸着、または類似のプロセスにおいて、理論段数が多いほど分離プロセスの効率が向上する。

## 応用
理論段数およびトレイ、または平衡段数の概念は、さまざまな種類の分離プロセスの設計で使用される。

### 蒸留塔
蒸留プロセスを設計する際の理論段数の概念は、多くの参考書で議論されている。工業規模の精留塔または実験室規模のガラス器具蒸留塔に存在する気相と液相の間の良好な接触を提供する物理的デバイスは、「段」または「トレイ」を構成する。実際の物理的な段は100%効率的な平衡段数にはなり得ないため、実際の段の数は必要な理論段数よりも多くなる。
{\displaystyle N_{a}={\frac {N_{t}}{E}}}
ここで、{\displaystyle N_{a}}は実際の物理的な段またはトレイの数、{\displaystyle N_{t}}は理論上の段またはトレイの数、{\displaystyle E}は段またはトレイの効率である。
いわゆるバブルキャップ（Bubble-cap）またはバルブキャップトレイ（Valve-cap trays）は、工業用蒸留塔で使用される気液接触装置の例である。気液接触装置の別の例は、実験室用冷却器のスパイクである。
工業用蒸留塔で使用されるトレイまたは段は、円形の鋼板でできており、通常、塔の高さ方向に約60〜75 cm（24〜30インチ）の間隔で塔内に設置される。この間隔は、主に設置の容易さと、将来の修理やメンテナンスのためのアクセスの容易さのために選択される。

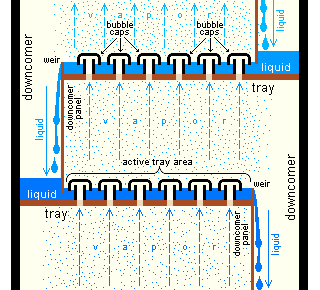
工業用蒸留塔で使用される典型的なバブルキャップトレイ

非常に単純なトレイの例は、多孔板トレイである。気体が孔を上向きに流れ、液体が孔を下向きに流れるときに、気体と液体の間で目的の接触が生じる。現在の最新の実践では、隣接する図に示すように、各孔にバブルキャップまたはバルブキャップを取り付けて、各トレイの堰によって維持される液体の薄層を流れる気泡の形成を促進することにより、より良い接触が達成される。
蒸留装置または同様の化学プロセスを設計するには、供給原料組成の可能性のある範囲と、出留分における成分の所望の分離度を考慮して、プロセスに必要な理論上のトレイまたは段の数（つまり、仮想的な平衡段数）Ntを決定する必要がある。工業的な連続精留塔では、Ntは、塔頂部または塔底部から始めて、目的の最終製品組成が達成されるまで、一連の平衡段ごとに物質収支、熱収支、および平衡フラッシュ蒸発を計算することによって決定される。計算プロセスには、蒸留供給物中に存在する成分に関する大量の気液平衡データの利用可能性が必要であり、計算手順は非常に複雑である。
工業用蒸留塔では、特定の分離を達成するために必要なNtは、使用される還流量にも依存する。還流量を増やすと必要な段数が減少し、還流量を減らすと必要な段数が増加する。したがって、Ntの計算は通常、さまざまな還流比で繰り返される。次に、Ntをトレイ効率Eで割って、分離塔に必要な実際のトレイ数または物理段数Naを決定する。工業用蒸留塔に設置するトレイ数の最終的な設計上の選択は、追加のトレイのコストとより高い還流比を使用するコストとの間の経済的なバランスに基づいて選択される。
従来の蒸留トレイについて議論する際に使用される理論段数の用語と、充填塔蒸留、吸収、クロマトグラフィー、またはその他の用途について以下で議論する際に使用される理論段数の用語の間には、非常に重要な違いがある。従来の蒸留トレイの理論段数には「高さ」がなく、単なる仮想的な平衡段数である。しかし、充填層、クロマトグラフィー、およびその他の用途における理論段数は、高さを持つものとして定義される。
ヴァン・ウィンクル（Van Winkle）の相関として知られる経験式は、二成分系を分離する蒸留塔のマーフリーの段効率（Murphree plate efficiency）を予測するために使用できる。

### 蒸留および吸収充填層
気体と液体の接触に充填層を使用する蒸留および吸収の分離プロセスには、段の高さまたは、理論段数相当高さ（Height equivalent to a theoretical plate、HETP）と呼ばれる同等の概念がある。HETPは、理論段数と同じ平衡段数の概念から生じ、数値的には吸収層の長さを吸収層の理論段数で割ったものに等しい（実際にはこの方法で測定される）。
{\displaystyle N_{t}={\frac {H}{\mathrm {HETP} }}}
ここで、{\displaystyle N_{t}}は理論段数（「プレートカウント（Plate count）」とも呼ばれる）、Hは総層高、HETPは理論段数相当高さである。
充填層の材料は、ラシヒリングなどのランダム充填物（幅1〜3インチ）または構造化された板金である。液体は充填物の表面を濡らす傾向があり、気体は濡れた表面と接触し、そこで物質移動が起こる。

### クロマトグラフィープロセス
理論段数の概念は、アーチャー・マーティンとリチャード・シングによってクロマトグラフィープロセスにも適用された。国際純正・応用化学連合（IUPAC）のゴールド・ブックには、クロマトグラフィーカラム内の理論段数の定義が記載されている。
また、同じ方程式が、充填層プロセスの場合と同様に、クロマトグラフィープロセスにも適用される。
{\displaystyle N_{t}={\frac {H}{\mathrm {HETP} }}}
充填カラムクロマトグラフィーでは、HETPはファン・デームテルの式でも計算できる。キャピラリーカラムクロマトグラフィーでは、HETPはゴレイ方程式（Golay equation）で与えられる。

### その他の用途
理論段数またはトレイの概念は、キャピラリー電気泳動や一部の種類の吸着など、他のプロセスにも適用されている。